# Allium pueblanum
Allium pueblanum — вид трав'янистих рослин родини амарилісові (Amaryllidaceae), ендемік штату Пуебла, Мексика.

## Поширення
Ендемік штату Пуебла, Мексика.